# Остролодочник выставляющий
Остролодочник выставляющий, или Остролодочник выставляющийся (лат. Oxytropis exserta), — вид растений рода Остролодочник (Oxytropis) семейства Бобовые (Fabaceae).

## Распространение и экология
Эндемик Дальнего Востока России: юг Чукотки, Магаданская область (село Гижига), Камчатка. На сухих галечниках рек, щебнистых склонах и скалах, иногда в горной тундре.

## Ботаническое описание
Образует седоватые от опушения дерновинки. Прилистники перепончатые, с тонкими ветвистыми жилками, яйцевидные, туповатые или заостренные, снаружи густо прижато опушенные, с возрастом оголяющиеся, внизу приросшие к черешку, между собой высоко сросшиеся. Листочки продолговато-овальные, шелковистые от прижатых волосков.
Флаг (17) 20—23 (23) мм длиной. Бобы на ножке до 2 см длиной, прямостоячие, продолговато-эллиптические, мягко опушенные, 1,3—2 (3) см длиной, с брюшной перегородкой. 2n = 16.